# Лука (Емильчинский район)
Лука (укр. Лука) — село на Украине, находится в Емильчинском районе Житомирской области.
Код КОАТУУ — 1821781802. Население по переписи 2001 года составляет 129 человек. Почтовый индекс — 11222. Телефонный код — 4149. Занимает площадь 0,596 км².

## Адрес местного совета
11222, Житомирская область, Емильчинский р-н, с.Великая Глумча